# Belgische Badmintonmeisterschaft 1978
Die Belgische Badmintonmeisterschaft 1978 fand vom 4. bis zum 5. Februar 1978 in Brüssel statt.

## Finalergebnisse
| Disziplin    | Sieger                         | Finalist                    | Ergebnis           |
| ------------ | ------------------------------ | --------------------------- | ------------------ |
| Herreneinzel | Jean Pierre Bauduin            | Michel Gosset               | 15-6, 18-17        |
| Dameneinzel  | Françoise Kaiser               | Ruth Williams               |                    |
| Herrendoppel | Jean Pierre Bauduin José Isasi | Daniel Gosset Mare Muraille | 15-11, 18-15       |
| Damendoppel  | Ruth Williams Maria Desy       | Viviane Isasi June Jacques  | 7-15, 15-7, 15-11  |
| Mixed        | José Isasi Viviane Isasi       | Herman Moens Gerda Cairns   | 15-12, 6-15, 15-10 |